# Dino Larese
Dino Larese (* 26. August 1914 in Candide di Cadore, Venetien; † 18. Juni 2001 in Amriswil) war ein Schweizer Autor von Prosa, Lyrik, Biographien, Theaterstücken, Jugendbüchern und autobiographischen Schriften. Er gilt als einer der wichtigsten Kulturschaffenden des Bodenseeraums.

## Leben und Wirken
Dino Larese absolvierte von 1930 bis 1934 eine Ausbildung zum Lehrer am Seminar in Kreuzlingen und war von 1936 bis 1980 Primarlehrer in Amriswil. Nebenberuflich war er von 1949 bis 1962 Programmleiter der Ostschweizerischen Radiogesellschaft und übernahm von 1949 bis 1962 die Redaktion des Thurgauer Jahrbuchs.
Ausserdem war er korrespondierendes Mitglied der Deutschen Akademie für Jugendliteratur und Vizepräsident des Salzburger Kinder- und Jugendtheaters. Er gründete und veranstaltete die Tagungen der Akademie Amriswil, an denen u. a. Thomas Mann, Martin Heidegger und Carl Orff teilnahmen.
Die 1994 gegründete Dino-Larese-Stiftung hat den Nachlass des Autors 2007 zunächst als Dauerleihgabe, 2011 inklusive Urheberrechte als Schenkung dem Staatsarchiv Thurgau übergeben und sich aufgelöst.

## Auszeichnungen
- 1955: Radio- und Fernsehpreis der Ostschweiz
- 1973: Ehrenbürgerrecht der Gemeinde Amriswil
- 1985: Oberrheinischer Kulturpreis der Goethe-Stiftung
- 1988: Verdienstkreuz 1. Klasse des Verdienstordens der BRD
- 1995: Ehrendoktorat der Pädagogischen Hochschule Weingarten